# Stephen Miller
Pour les articles homonymes, voir Miller.
Stephen Miller, né le 23 août 1985 à Santa Monica (Californie), est un communicant américain. Ayant participé à la campagne de Donald Trump pour l'élection présidentielle de 2016, il est nommé après sa victoire conseiller politique à la Maison-Blanche. Lors de sa seconde présidence, à partir de janvier 2025, il est chef de cabinet adjoint de la Maison-Blanche.

## Biographie
Il grandit dans une famille juive aisée, sympathisante démocrate. Adolescent, il découvre le conservatisme en lisant Guns, Crime and Freedom de Wayne LaPierre, vice-président de la NRA. Au lycée, il entre en conflit avec la direction afin de rétablir le serment d'allégeance, soutient la guerre d'Irak et critique l'usage de l'espagnol, le considérant comme une « béquille » des Latinos. Il se lie avec l'animateur de radio conservateur Larry Elder (qui l'invite ensuite plus de 70 fois dans son émission) et avec David Horowitz, un ancien marxiste devenu néoconservateur, qui l'aide à se lancer en politique. Il étudie à l'université Duke, où il défend, dans le journal de l'institution, des joueurs blancs d'une équipe de crosse faussement accusés d'avoir violé une stripteaseuse noire (affaire des joueurs de crosse à l'université Duke).
Il gagne en notoriété, intervenant sur CNN et Fox News. À 24 ans, il devient le porte-parole de plusieurs élus du Tea Party au Congrès, à Washington (district de Columbia). Il travaille avec Jeff Sessions. En 2013, il milite pour faire échouer une réforme bipartisane de l'immigration, qui aurait permis la régularisation de clandestins. En 2014, un an avant l'annonce de candidature de Donald Trump, il lit une interview du milliardaire et la diffuse à ses amis en commentant : « Trump a tout compris, j'espère qu'il va se présenter ». Il participe à la campagne de ce dernier pour l'élection présidentielle de 2016. Il envoie des courriels au site conservateur Breitbart News dans lesquels il fait la promotion de la littérature suprémaciste blanche, défend des thèses racistes au sujet de l'immigration et la réhabilitation des symboles confédérés,.
Le 20 janvier 2017, en tandem avec Jared Kushner, il est nommé haut conseiller du président des États-Unis. Il écrit le discours d'investiture du président sur le « carnage américain » qu'aurait provoqué Barack Obama et rédige le décret suspendant pour les ressortissants de six pays à majorité musulmane l'entrée aux États-Unis. Il déclare notamment : « Les juges ont accaparé beaucoup trop de pouvoir et se comportent comme la branche suprême du gouvernement. Nos adversaires, les médias et le monde entier vont bientôt découvrir que les pouvoirs du président pour protéger le pays sont très importants et ne peuvent être contestés ». Il est également le principal auteur du discours prononcé par Donald Trump à Varsovie en 2017, et destiné à présenter les grandes lignes de la diplomatie trumpienne. Le texte plaidait pour la défense de la civilisation occidentale, qui a « composé des symphonies, cherché des innovations » et qui désormais serait menacée par « le terrorisme et l’extrémisme ».
Les opinions de Stephen Miller en matière d’immigration sont si radicales que son propre oncle a écrit une tribune dans laquelle il faisait remarquer qu’avec les politiques préconisées par son neveu, leur famille n’aurait jamais été autorisée à venir aux États-Unis. La représentante démocrate Ilhan Omar déclare sur le réseau social Twitter en avril 2019 qu'il serait « nationaliste blanc », ce qui vaut à celle-ci de virulentes critiques, y compris de la Maison-Blanche, qui l'accusent d'antisémitisme,.
Lors des manifestations de 2020 consécutives à la mort de George Floyd, il intervient sur Fox News afin d'expliquer que l’envoi de l’armée à Portland contre des manifestants antiracistes était nécessaire pour « la survie du pays ». En octobre 2020, à la veille de l'élection présidentielle de novembre, il est le plus ancien conseiller de Donald Trump encore en fonction.
Fin 2020, Stephen Miller participe à la tentative de renversement du résultat électoral en promouvant de fausses listes de grands électeurs. En 2021, il fonde l'America First Legal Foundation (AFL), une organisation américaine conservatrice, intervenant en soutien juridique des décisions présidentielles contestées. 
En janvier 2025, il devient chef de cabinet adjoint de la Maison-Blanche sous la seconde présidence de Donald Trump.
Selon le site Axios, Stephen Miller et  Kristi Noem, secrétaire à la Sécurité intérieure, ont demandé aux agents de l’ICE – United States Immigration and Customs Enforcement –, l’agence chargée de l’immigration et des postes frontières,  d’arrêter 3 000 clandestins par jour. Le 9 mai 2025, il précise que l’habeas corpus peut être suspendu « lors d’une période d’invasion ».
Son épouse, Kate Miller, a été la porte-parole du département de l’efficacité gouvernementale (DOGE), auprès d’Elon Musk.